# 陈永福 (明末)
陈永福（?—1644年），明末武官。生年籍贯不详，出身行伍，在明官至总兵，后降李自成，大顺建国后，封文水伯。因固守太原抗清阵亡。

## 早年
崇祯五年（1632年），陈永福以裨将身份从征农民军，后转入河南境内作战。

## 开封之围
李自成于崇祯十四年（1641年）攻破洛阳，总镇陈永福率军援洛。是时，开封空虚。李自成率部前往开封。开封城内明朝周王、巡按高名衡、推官黄澍皆手足无措，陈永福及时赶回。二月十七日，李自成在城下瞭望，被陈永福之子陈德射伤左目。次日，开封解围。事后，陈永福以副将升总兵，陈德以守备升游击。
崇祯十四年十二月二十三日，李自成联合罗汝才，号称十万大军，再攻开封，最终在开封守军顽强防守下，未能攻克。是役，陈永福功劳最大。
崇祯十五年五月二日，李自成再围开封，又在朱仙镇打败了左良玉援军。此后，城内粮尽，甚至发生人相食的事情。至九月间，连日大雨，黄河水高。开封守军掘开黄河大堤，水淹李自成，开封全城尽没。城内只有周王和陈永福等少数人驾船逃离。开封城内极其惨烈，繁荣时期，开封居民号百万，此时什九淹死。

## 降闯
崇祯十六年秋，陈永福跟随陕西总督孙传庭作战，在河南和李自成决战。结果孙传庭阵亡，李自成乘胜克潼关、入西安。如唐通、白广恩等明将皆先后投降李自成。陈永福因先前射伤李自成一目，走投无路。于是，李自成折箭释隙，招降了陈永福。大顺建国大封功臣的时候，封陈永福为文水伯。

## 抗清及太原之围
李自成一片石战役兵败，四月底率军退出北京。至山西，留陈永福和韩文铨镇守太原，又提拔陈永福为权将军。后清兵犯山西境，清廷对前明晋王恩遇有加，试图拉拢山西地区前明势力。此时，大顺境内各地，明朝势力反扑，大顺将领多有遇害。陈永福恐发生变故，于是大肆捕杀晋王宗族。
大顺永昌元年（1644年）九月，清都统叶臣、石廷柱，会同吴维华围攻太原。九月十三日围城，十月三日清军大炮运至，轰塌城墙，清军涌入，太原城陷，陈永福阵亡。《清史列传》卷七十八《祖泽洪传》中提及此事，或许陈永福为祖泽洪所杀。

## 家庭
子：陈德